# Kanton Billère
Kanton Billère (francouzsky Canton de Billère) je francouzský kanton v departementu Pyrénées-Atlantiques v regionu Akvitánie. Tvoří ho pouze město Billère.